# محوطه چاه فاروق
محوطه چاه فاروق مربوط به هزاره سوم قبل از میلاد - سده‌های میانه دوران‌های تاریخی پس از اسلام است و در شهرستان ایرانشهر، بخش بمپور، دهستان بمپور شرقی، ۱ کیلومتری جنوب روستای جنت آباد، کنار چاه فاروق بیجارزهی واقع شده و این اثر در تاریخ ۳۰ بهمن ۱۳۸۶ با شمارهٔ ثبت ۲۱۱۴۵ به‌عنوان یکی از آثار ملی ایران به ثبت رسیده است.